# Torcy-le-Petit (Seine-Maritime)
Torcy-le-Petit je francouzská obec v departementu Seine-Maritime v regionu Normandie. Žije zde 516 obyvatel.

## Poloha obce

### Sousední obce
| Růžice kompasu | La Chapelle-du-Bourgay | Saint-Germain-d'Étables |                    | Růžice kompasu |
| Růžice kompasu | Sainte-Foy             | Sever                   | Freulleville       | Růžice kompasu |
| Růžice kompasu | Sainte-Foy             | Torcy-le-Petit          | Freulleville       | Růžice kompasu |
| Růžice kompasu | Sainte-Foy             | Jih                     | Freulleville       | Růžice kompasu |
| Růžice kompasu |                        | Torcy-le-Grand          | Les Grandes-Ventes | Růžice kompasu |